# Villa Sant'Antonio
Villa Sant'Antonio är en ort och kommun i provinsen Oristano i regionen Sardinien i Italien. Kommunen hade 355 invånare (2017).